# Juan de Salcedo
Juan de Salcedo (1549 - 11 mars 1576) est un conquistador espagnol. Il est né à Mexico en 1549. C’est le petit-fils de Miguel López de Legazpi et le frère de Felipe de Salcedo (en). Salcedo prend part à la colonisation espagnole des Philippines en 1565.
Il rejoint l'armée espagnole à l’âge de quinze ans en 1564 et part explorer les Indes orientales et le Pacifique. En 1567, Salcedo mène une armée d'environ 300 soldats espagnols et 600 alliés  de la Confederation of Madja-as (en) ainsi que Martin de Goiti (en) à la conquête de Manille (alors sous occupation par le Sultanat de Brunei).